# Tuskegee Airmen
Il Tuskegee Airmen è stato un reparto nato per addestrare i piloti di caccia degli Stati Uniti d'America riservato agli uomini di colore, attivo tra il 1941 e il 1946.

## Storia
Dopo l'entrata degli Stati Uniti d'America nella seconda guerra mondiale, il presidente Roosevelt volle fortemente un reparto di piloti di aerei da caccia, e in seguito anche da bombardamento, interamente composto e comandato da uomini di colore. Numerosi uomini si arruolarono e si formarono presso la locale università Tuskegee University per prendere parte a questo progetto, considerandolo come uno stimolo per combattere la discriminazione razziale ancora in atto in quegli anni nel Paese. Nacque così a Chehaw Alabama il 99th Fighter Squadron, meglio noto come Tuskegee Airmen e spesso soprannominato Redtails, "code rosse" con base operativa presso l'odierno aeroporto municipale di Moton Field di Tuskegee nella contea di Macon.
Questi aviatori furono impiegati nelle varie battaglie svoltesi nel Mediterraneo e in Italia con compiti di bombardamento, ricognizione e pattugliamento aereo, risultando determinanti a Pantelleria, nella copertura dello sbarco in Sicilia e nello sbarco di Anzio. In seguito furono trasferiti nella base di Ramitelli, frazione di Campomarino (CB) dove vennero impiegati come scorta ai bombardieri strategici nelle missioni sopra la Germania e l'Austria. Qui scrissero una pagina fondamentale della storia americana, fornendo un importante contributo alle missioni della 15th Air Force e aprendo la strada alla fine della segregazione e al movimento per i diritti civili negli Stati Uniti d'America.
La comunità locale di Campomarino-Ramitelli sta cercando di rivalutare la storia degli aviatori attraverso l'installazione di memoriali e targhe e attraverso eventi organizzati sotto la spinta della Tuskegee Airmen Incorporated, Chapter Italiano guidato dal professor Marco Altobello, il massimo esperto italiano della storia dell'aviazione locale e dei Tuskegee Airmen.

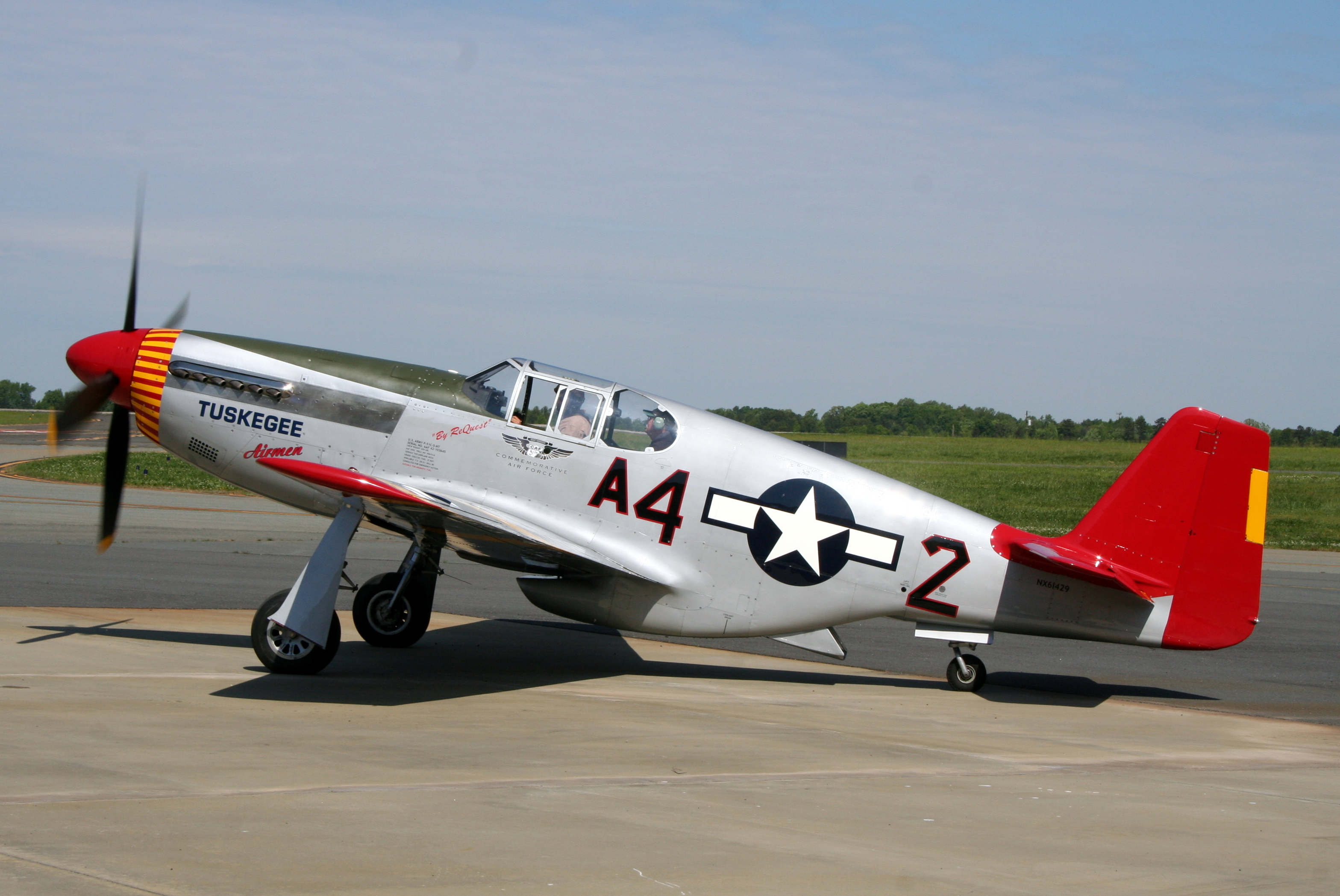
Un North American P-51C Mustang con la livrea dello squadrone Red Tail Tuskegee Airmen.

- Caccia:
  - Curtiss P-40
  - Republic P-47 Thunderbolt
  - North American P-51 Mustang
  - Bell P-39 Airacobra

- Bombardieri:
  - North American B-25 Mitchell
  - Martin B-26 MarauderUn North American P-51C Mustang con la livrea dello squadrone Red Tail Tuskegee Airmen.

## Dati delle missioni
- 1 Cacciatorpediniere affondato
- 32 Piloti catturati
- 66 Piloti caduti in combattimento
- 111 Aerei abbattuti
- 140 Aerei distrutti al suolo

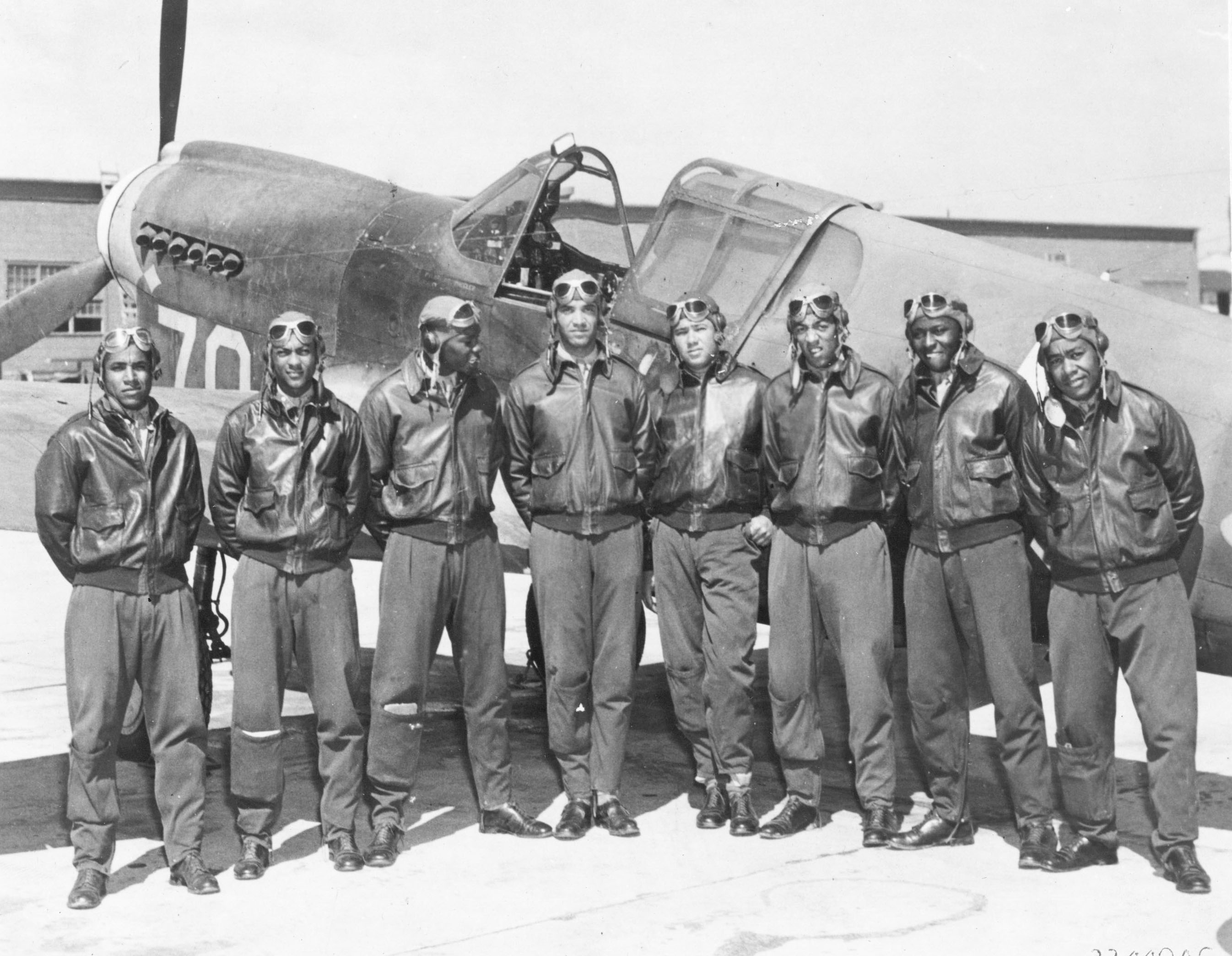
Un gruppo di aviatori del Tuskegee Airmen in posa davanti ad un caccia Curtiss P-40: foto scattata tra maggio 1942 - agosto 1943.

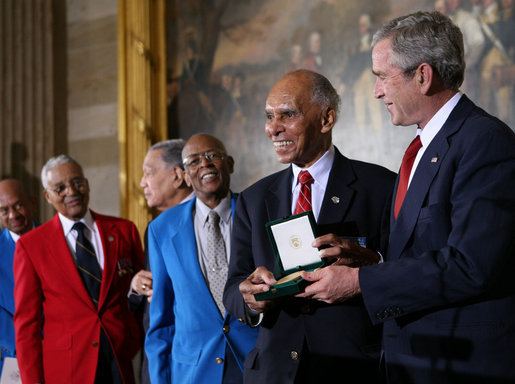
Consegna della Medaglia del Congresso, 29 marzo 2007.

- 950 Veicoli di terra a motore distrutti
- 15000 azioni di guerra compiute

## Onorificenze
Il 29 marzo 2007 è stato riconosciuto ai circa 300 superstiti il maggiore riconoscimento del congresso degli Stati Uniti d'America, la Medaglia d'Oro che è stata consegnata dal presidente George W. Bush.
- 1 Legion of Merit
- 1 Silver Star
- 2 Soldier Medal
- 8 Purple Heart
- 14 Bronze Star
- 95 Distinguished Flying Cross
- 150 Distinguished Flying Crosses
- 744 Air Medal and Clusters

## Filmografia
- Masters of the Air, negli episodi 8 e 9 della miniserie prodotta da Tom Hanks e Steven Spielberg vengono mostrate le loro gesta
- Red Tails è il titolo di un film del 2012 che si basa sulle gesta dei Tuskegee Airmen, prodotto dalla Lucasfilm e interpretato da Cuba Gooding Jr.
- The Tuskegee airmen (1995)
- The Tuskegee Airmen. Return to Ramitelli (2023), è il titolo di un docufilm girato dalla World War II Foundation nei luoghi in cui furono impiegati i Tuskegee Airmen che vede come protagonisti Colette Holt (figlia del pilota Coleman Holt) e Marco Altobello (storico e massimo esperto italiano dei Tuskegee Airmen).